# Rośliny galmanowe

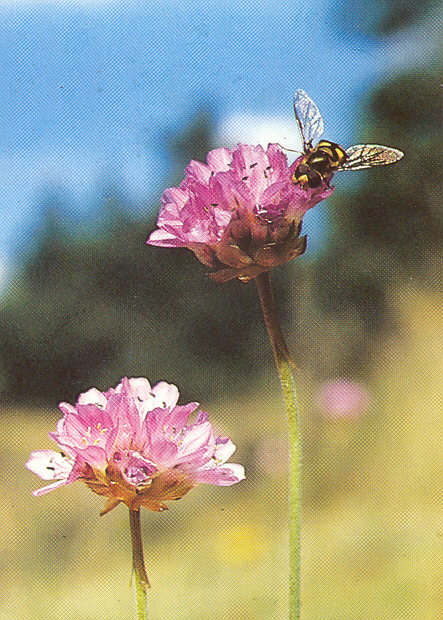
Zawciąg pospolity Armeria maritima subsp. halleri

Rośliny galmanowe – rośliny rosnące na glebach cechujących się dużą zawartością związków cynku i ołowiu, zwanych glebami galmanowymi. Obok innych roślin tolerujących wysokie stężenia metali ciężkich należą do metalofitów. Przykładami roślin galmanowych są: fiołek kalaminowy (Viola calaminaria), zawciąg pospolity (Armeria maritima subsp. halleri), tobołki alpejskie (Thlaspi alpestre var. calaminare).